# Yuxarı Qışlaq
Yuxarı Qışlaq è un comune dell'Azerbaigian situato nel distretto di Şahbuz.